# Iso Svierkkujärvi
Iso Svierkkujärvi är en sjö i Gällivare kommun i Lappland och ingår i Kalixälvens huvudavrinningsområde. Sjön har en area på 0,581 kvadratkilometer och ligger 447 meter över havet. Iso Svierkkujärvi ligger i Stubba Natura 2000-område. Sjön avvattnas av vattendraget Sverkojåkkå.

## Delavrinningsområde
Iso Svierkkujärvi ingår i det delavrinningsområde (745994-168808) som SMHI kallar för Utloppet av Iso Svierkkujärvi. Medelhöjden är 467 meter över havet och ytan är 4,83 kvadratkilometer. Räknas de 2 avrinningsområdena uppströms in blir den ackumulerade arean 14,44 kvadratkilometer. Sverkojåkkå som avvattnar avrinningsområdet har biflödesordning 4, vilket innebär att vattnet flödar genom totalt 4 vattendrag innan det når havet efter 258 kilometer. Avrinningsområdet består mestadels av skog (83 procent). Avrinningsområdet har 0,58 kvadratkilometer vattenytor vilket ger det en sjöprocent på 11,9 procent.